# Йор Карп
Йор Карп (нід. Joop Carp, 30 січня 1897 — 25 березня 1962) — нідерландський яхтсмен і яхтсмен.
Олімпійський чемпіон 1920 року в класі 6,5 метра, бронзовий призер 1924 року в класі 6 метрів.